# Glaphyromorphus
Glaphyromorphus es un género de lagartos perteneciente a la familia Scincidae. Se distribuyen por Australia y Nueva Guinea.

## Especies
Según The Reptile Database:
- Glaphyromorphus clandestinus Hoskin & Couper, 2004
- Glaphyromorphus cracens (Greer, 1985)
- Glaphyromorphus crassicaudus (Duméril & Duméril, 1851)
- Glaphyromorphus darwiniensis (Storr, 1967)
- Glaphyromorphus fuscicaudis (Greer, 1979)
- Glaphyromorphus mjobergi (Lönnberg & Andersson, 1915)
- Glaphyromorphus nigricaudis (Macleay, 1877)
- Glaphyromorphus pumilus (Boulenger, 1887)
- Glaphyromorphus punctulatus (Peters, 1871)